# Leptopelis palmatus
Leptopelis palmatus – gatunek endemicznego płaza bezogonowego z rodziny artroleptowatych (Arthroleptidae), zasiedlającego Wyspy Świętego Tomasza i Książęcą. Jest zagrożony wyginięciem.

## Opis
Jest to największy afrykański gatunek płaza nadrzewnego. Samice osiągają długość ciała od 8,1 do 11,0 cm. Samce dorastają natomiast do około 4,1 centymetra. Przylgi na palcach stóp i dłoni powiększone, błona bębenkowa duża, a palce u stóp i dłoni spięte błoną pławną. Grzbiet samic ma zazwyczaj barwę od ciemnozielonej do czarnej, występują czasami liczne jasne kropki. Grzbiet samców przybiera różne barwy – od jasnozielonej przez różowokasztanowy po jasnobrązowy. Brzuch ciemny. Oczy obu płci mają kolor jasnoczerwony. Od spokrewnionego L. rufus gatunek ten różni się większą błoną bębenkową i nozdrzami tylnymi, a także teksturą skóry.

## Zasięg i siedlisko
Endemit, występuje wyłącznie na Wyspie Książęcej, na której spotykany jest na wysokościach bezwzględnych do 1000 m n.p.m. Zasięg występowania (Extent of Occurrence, EOO) wynosi 196 km². Gatunek ten zasiedla głównie brzegi strumieni i potoków w wilgotnych lasach równikowych. Może spotykany być również w miastach.

## Rozmnażanie
Słabo zbadane. Według zeznań miejscowej ludności nawoływanie samców przypomina odgłos towarzyszący otwieraniu butelki napoju gazowanego. Jaja prawdopodobnie zakopywane są blisko zbiornika wodnego, skąd kijanki wydostają się do strumienia.

## Status zagrożenia
W Czerwonej księdze gatunków zagrożonych IUCN gatunek ten od 2020 roku klasyfikowany jest jako zagrożony (EN, ang. Endangered); wcześniej, od 2004 roku uznawano go za gatunek narażony (VU, ang. Vulnerable).
Gatunek ten jest stosunkowo liczny, ale ma niewielki zasięg występowania i zagraża mu utrata i degradacja środowiska naturalnego.